# Roodhemden (Italië)

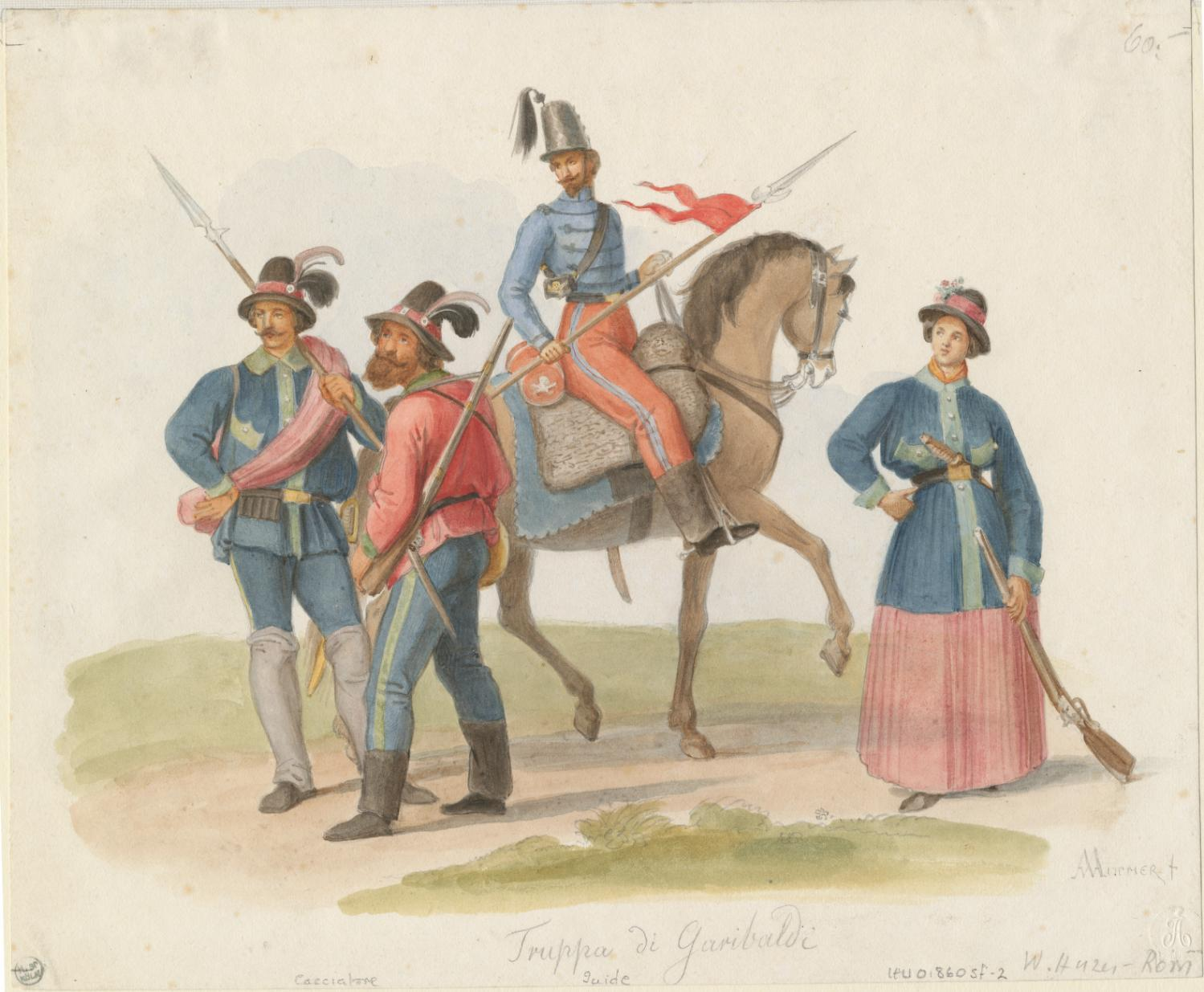
Troepen van Giuseppe Garibaldi, waaronder een roodhemd en een vrouw

Roodhemden was het vrijwilligersleger op de been gebracht door Giuseppe Garibaldi. Bij wijze van uniform droegen de soldaten een rood hemd. Dit leger werd ook I mille (de duizend) genoemd, ongeveer het aantal soldaten.